# 夏照帆
夏照帆（1954年3月16日—），出生于福建福州，祖籍江苏泰兴，中国烧伤外科专家，是中国烧伤领域的权威。2013年当选为中国工程院院士。
1988年获得医学博士学位，1990年在美国德克萨斯大学做博士后，1994年被聘为该校西南医学中心外科的永久性客座教授。任职于第二军医大学附属长海医院烧伤外科主任，长江学者计划的特聘教授之一。
她主要从事于烧伤后的康复研究，包括烧伤后全身炎症反应综合征、脓毒症、烧伤造成的多脏器损伤，以及烧伤创面修复技术。
她将皮瓣、显微外科等整形外科技术应用于特殊原因和特殊部位的深度烧伤创面处理。并在中国开展了烧伤后的瘢痕防治、心理康复、功能康复等全程治疗。2013年，当选中国工程院院士。2018年1月，当选第十三届全国政协委员。